# Hiện tượng quan sát thấy UFO ở Thụy Sĩ
Đây là danh sách những trường hợp được cho là đã nhìn thấy vật thể bay không xác định hoặc UFO ở Thụy Sĩ.

## Thế kỷ 20
Năm 1988, chương trình Tell Quel của Đài Phát thanh và Truyền hình Thụy Sĩ (RTS) đã xem xét chủ đề này.

### Thập niên 1960
Vào thập niên 1960, nhà báo Gilbert Bourquin đã xuất bản một cuốn sách về UFO mà ông đã tận mắt chứng kiến ở vùng Bienne.

### Thập niên 1970
Vụ đĩa bay hạ cánh ở Aire-la-Ville (Genève) năm 1971 là một trò lừa bịp công phu của hãng RTS với sự trợ giúp của lính cứu hỏa.

### Thập niên 2000
Năm 2003, một UFO đã được nhìn thấy gần Froideville, theo báo cáo của tờ báo 24 Heures.

### Thập niên 2010

#### Sự kiện Genève (2013)
Năm 2013, một người đã chụp được UFO trên khu phố cổ Genève.

#### Sự kiện Genève (2016)
Tháng 10 năm 2016, nhiều người ở nhiều địa điểm khác nhau nhìn thấy và quay phim vật thể có ba ánh sáng. Những ảnh chụp tình cờ này vốn dĩ chỉ là một bản dựng phim được thực hiện nhằm quảng bá một địa điểm lễ hội mới.

#### Sự kiện Littau (2018)
Tháng 3 năm 2018, tại Littau thuộc bang Luzern, một người phụ nữ đã quan sát và quay phim một vật thể “bất động với chiếc đuôi dài màu nâu”. Theo lời khai của cô cho biết vật thể này không di chuyển "trong khoảng hai đến ba phút" sau đó "rẽ phải một kiểu trước khi biến mất". Cảnh tượng này sẽ được lặp lại vài phút sau đó, nhưng nếu không có vật thể ở lại quá lâu trên bầu trời. Công ty kiểm soát không lưu Thụy Sĩ Skyguide đang nghiên cứu những hình ảnh này.

#### Sự kiện Rossfeld (2019)
Tháng 9 năm 2019, xảy ra vụ quan sát một vật thể bay phát sáng phía trên một trung tâm mua sắm ở khu vực Rossfeld, gần Sierre ở bang Valais, được nhiều cá nhân quay lại đã phát hình ảnh lên mạng xã hội. Giả thuyết được các nhân chứng này đưa ra là của một chiếc máy bay không người lái. Cảnh sát bang tuyên bố không có lời giải thích nào về số ảnh chụp và hơn nữa không chịu trách nhiệm cấp phép cho chuyến bay không người lái. Tại Sion, công ty điều hướng hàng không Skyguide cũng không đưa ra lời giải thích và không chịu trách nhiệm cho phép các chuyến bay không người lái ở khoảng cách này từ sân bay. Vào thời điểm xuất hiện vật thể bay lạ, một vài tuần trước khi khai mạc hội chợ và triển lãm thường niên Foire du Valais về chủ đề không gian, địa điểm này làm gợi ý về một chiêu trò quảng cáo của ban tổ chức, đặc biệt là vì tập đoàn Migros Valais không từ chối thẳng thừng và "để bí ẩn treo lơ lửng" theo tờ Le Nouvelliste. Công ty tổ chức hội chợ FVS Group đã lên tiếng phủ nhận điều này.. Vài ngày sau, một "nhà phân phối lớn" tiết lộ rằng đó chỉ là hoạt động quảng cáo cho hội chợ mà thôi.

## Quân đội liên quan đến UFO
Mười lăm lần nhìn thấy UFO của các cá nhân và quân nhân được một nhân viên thuộc Bộ Tư lệnh Lực lượng Hàng không và Phòng không (Cadca) cũ, sau này trở thành Không quân Thụy Sĩ ghi nhận từ năm 1971 đến 1988. Theo lời một giám đốc của Thư viện Quân đội Liên bang (BMF), nơi lưu giữ các tài liệu, quan chức này sẽ "hành động mà không có sự ủy quyền chính thức và với mục đích duy nhất [...] là ghi lại niềm đam mê của mình đối với UFO, và Liên bang sẽ không "bao giờ bày tỏ sự quan tâm chính thức đến UFO nữa". Nhà báo Luc Bürgin trong một tác phẩm dành riêng cho câu hỏi này đã chứng minh rằng quân đội Thụy Sĩ thực sự quan tâm đến chủ đề này từ đầu thập niên 1950.

## Tổ chức liên quan đến UFO
Chính thức, Thụy Sĩ không lưu giữ số liệu thống kê cũng như không có cơ quan tham khảo chính thức. Năm 1988, đài Télévision suisse romande, trong chương trình Tell quel đã đặt câu hỏi về các báo cáo của quân đội Thụy Sĩ và UFO, Bộ Quân sự Liên bang trả lời rằng đó là lĩnh vực bí mật.
Năm 2011, chỉ có một tổ chức như vậy tồn tại mang tên Centro Ufologico della Svizzera italiana. (Trung tâm Nghiên cứu UFO Ý Thụy Sĩ, viết tắt CUSI), được thành lập năm 1995 và đã liệt kê tới 400 trường hợp UFO tại Thụy Sĩ.